# Джаяджирао Шинде
Джаяджирао Шинде (хинди जयाजीराव सिंधिया; 9 января 1834 — 20 июня 1886) — 9-й махараджа Гвалиора из династии Шинде (7 февраля 1843 — 20 июня 1886).

## Ранняя жизнь

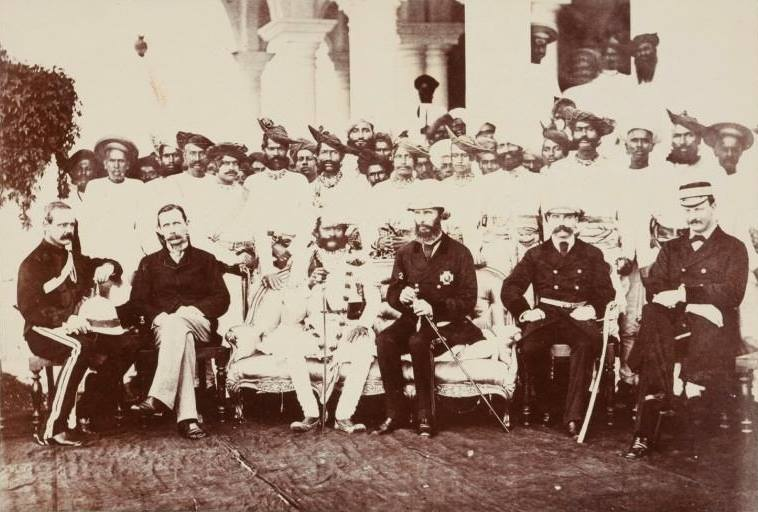
Его Высочество Махараджа Сэр Джаяджи Рао Шинде из княжества Гвалиор, генерал Сэр Генри Дейли (основатель Колледжа Дейли), с британскими офицерами и маратхской знатью (сардарами, джагирдарами и манкари) в Индауре, княжество Холкар, около 1879 года.

Джаяджирао родился как Бхагиратх Шинде, сын Ханванта Рао, 19 января 1835 года в Гвалиоре. Бывший махараджа Гвалиора, Джанкоджирао II, умер в 1843 году, не оставив наследника, в результате чего его вдова Тара Бай усыновила Бхагирата Рао. Бхагират Шинде вступил на княжеский трон Гвалиора под именем Джаяджирао Шинде 22 февраля 1843 года. Мама Сахиб, дядя Джанкоджирао III по материнской линии, был выбран регентом.

## Раннее правление и кампании против британцев

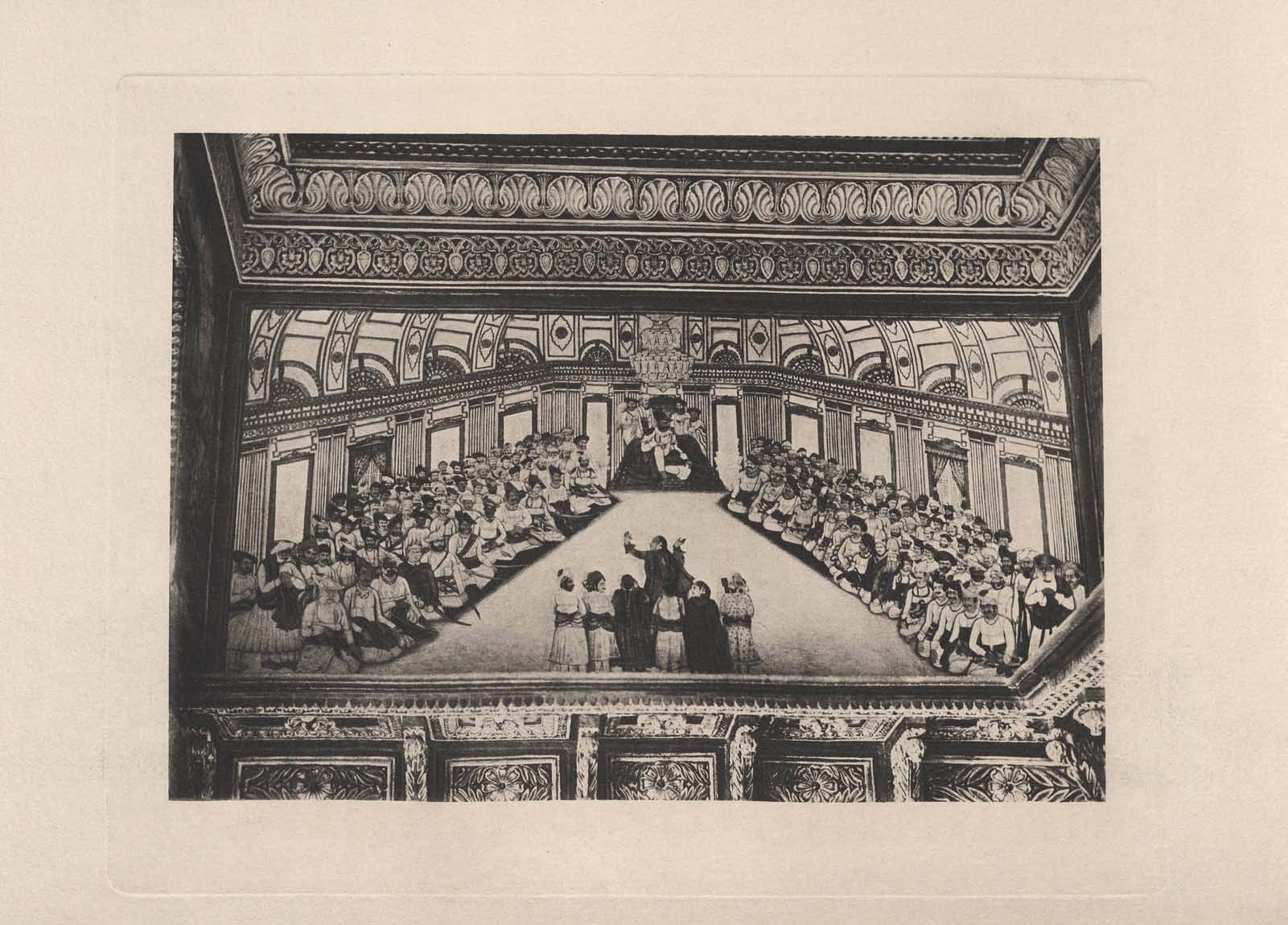
Дурбар Джаяджирао Шинде, ок. 1905

Дада Хасгивале, управляющий домом Шинде, сверг Мама Сахиба с поста регента, что едва не привело к гражданской войне. Британская Ост-Индская компания решила вмешаться, отозвав своего резидента полковника Александра Спирса и потребовав сдачи Дада Хасгивале. Британские войска под командованием сэра Хью Гофа двинулись на Гвалиор и переправились через Чамбал в декабре 1843 года. 29 декабря последовали одновременные сражения при Махараджпуре и Паньяре, в которых армия Гвалиора была уничтожена. Хасгивале был арестован британцами и отправлен в тюрьму Бенареса, где и умер в 1845 году.
Затем был заключен договор, в соответствии с которым определенные земли стоимостью 1,8 миллиона долларов, включая район Чандери, были переданы для содержания контингента, помимо других земель для ликвидации расходов, понесенных во время войны, государственная армия была сокращена, и во время войны был назначен Регентский совет, который действовал по совету резидента.
Когда в 1857 году началось Индийское восстание против британского господства, Джаяджирао, чьи предки сражались и были побеждены ими, был известен как хороший друг британцев. Однако его министр Динкар Рао вместе с майором Шартрсом Макферсоном, британским представителем в Гвалиоре, убедили его сначала оставаться нейтральным, а затем перейти на сторону англичан, несмотря на волнения среди его войск и его людей, которые хотели присоединиться к повстанцам.
1 июня 1858 года Джаяджирао повел свои войска в Морар, чтобы сразиться с повстанческой армией под предводительством Тантиа Топи, Рани Лакшмибаи и Рао Сахиба. Эта армия насчитывала 7000 пехотинцев, 4000 кавалеристов и 12 орудий, в то время как у него было только 1500 кавалеристов, его телохранителей из 600 человек и 8 орудий. Он ждал их атаки, которая началась в 7 часов утра; в этой атаке кавалерия повстанцев захватила оружие, и большая часть сил Гвалиора, за исключением телохранителей, перешла на сторону повстанцев. Джаяджирао и остальные бежали, не останавливаясь, пока не достигли Агры.

## Строительство

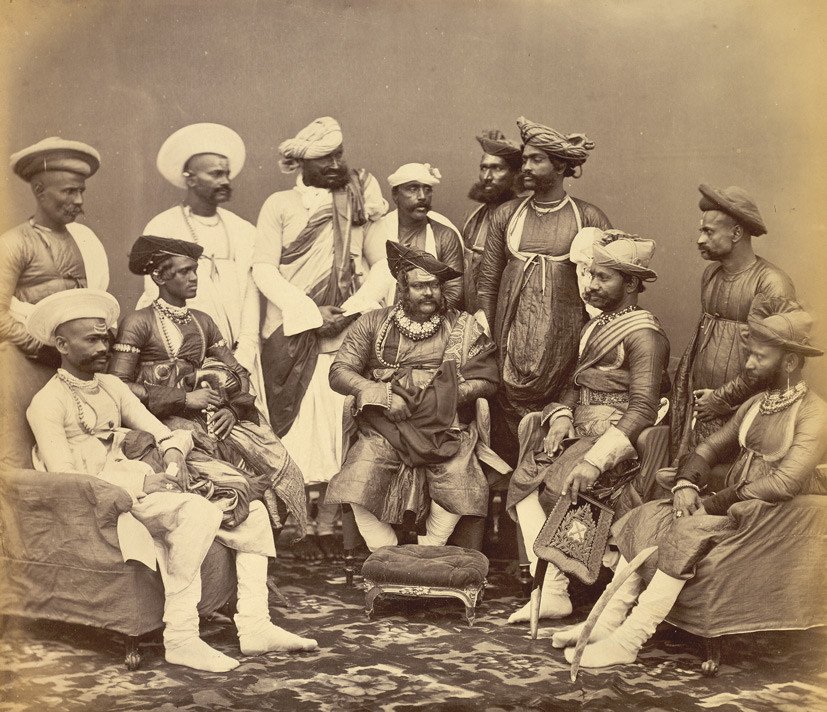
Махараджа Шинде из Гвалиора с государственными чиновниками

В 1872 году Джаяджирао одолжил 7,5 миллионов рупий на строительство участка Агра-Гвалиор Великой Индийской полуостровной железной дороги, и аналогичную сумму в 1873 году для участка Индор-Нимуч железной дороги Раджпутана-Малва. В 1882 году государство уступило землю для участка Мидленд Великой Индийской полуостровной железной дороги.
Джаяджирао построил много новых зданий, таких как Моти Махал, дворец Джай Вилас, Кампу Коти, здание Виктории, Ворота Горхи Двар и Даффрин Сарай. Он реконструировал Котешвар Мандир и построил около 69 храмов Шивы по всему своему княжеству. Он выделил 1,5 миллиона рупий на реконструкцию пограничной стены форта Гвалиор и разрушенных частей Ман Мандир, Гуджри Махал и Джохар Кунд. В 1886 году форт Гвалиор и военный городок Морар, а также некоторые другие деревни, удерживаемые британскими войсками с 1858 года, были обменены на город Джханси.

## Награды

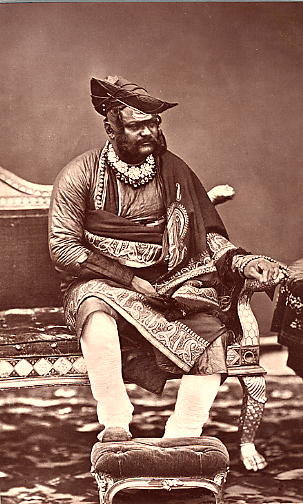
фотография Тэлбойса Уилера из Императорского собрания, 1877 год

В 1861 году Джаяджирао был произведен в рыцари — великие командоры Ордена Звезды Индии. Его фотографии появлялись в лондонской прессе, и его считали другом Британской империи. В 1877 году он стал советником императрицы Индии Виктории, а затем кавалером Большого Креста Ордена Бани и рыцарем-командором Ордена Индийской империи.

## Семья
19 мая 1843 года махараджа Джаяджирао женился первым браком на Чимнабай Кадама (1836 — 15 августа 1880), и во второй раз на Лакшмибай Гуджара в 1852 году. Балвантрао Шинде был его старшим сыном от Лакшмибай. 29 ноября 1873 года Джаяджирао женился на своей третьей жене Бабуйбай Савант (27 августа 1857 — 4 сентября 1894), а в феврале 1875 года его четвертой женой стала Сакхьябай (1862 — 9 сентября 1919). У Джаяджирао и Сакхьябая был сын, его четвертый, но единственный оставшийся в живых сын по имени Мадхо Рао (20 октября 1876 — 5 июня 1925), который сменил его на посту махараджи Гвалиора.
Одним из его сыновей был Шримант Ганпат Рао (1852—1920) . Ганпат Рао был известным музыкантом, который обучал Джадданбай, мать актрисы Наргис.

## Смерть

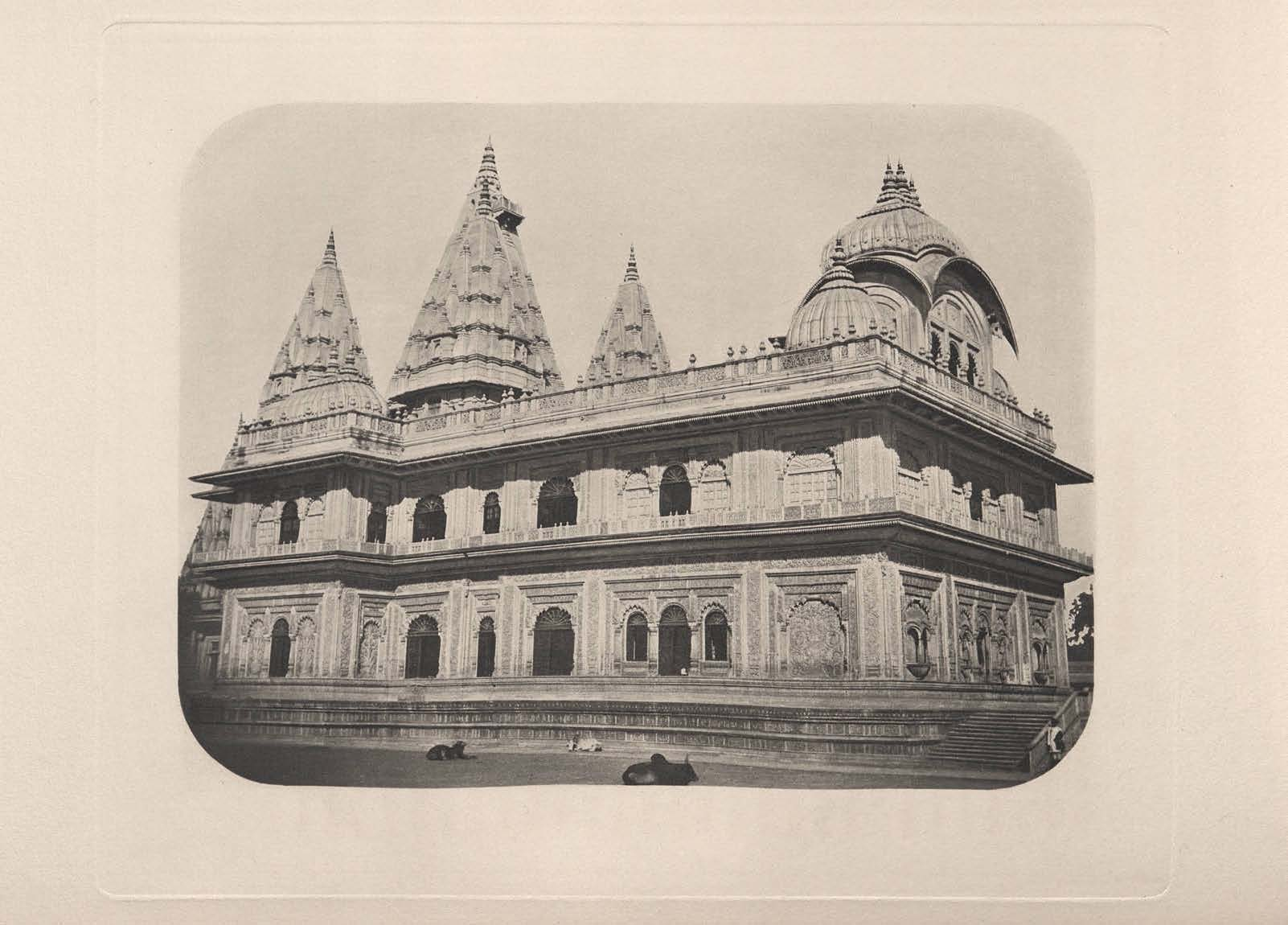
Гробница Джаяджирао Шинде

52-летний махараджа Гвалиора Джаяджирао Шинде скончался в июне 1886 года в Джай Вилас Махал, Гвалиор.

## Полное имя и титулы
- Его официальное полное имя также было генерал Его Высочество Али Джа, Умдат уль-Умара, Хисам ус-Султанат, Мухтар уль-Мульк, Азим уль-Иктидар, Рафи-ус-Шан, Вала Шикох, Мухташам-и-Дауран, Махараджадхирадж Махараджа Шримант Сэр Джаяджи Рао Шиндия Бахадур, Шринат, Мансур-я-Заман, Фидви-и-Хазрат-и-Малика-и-Муаззама-и-Рафи-уд-Дарья-и-Инглистан Махараджа Шинде из Гвалиора, GCB, GCSI, CIE

- 1835—1843: Шримант Кумар Бхагират Рао Шинде
- 1843—1845: Его Высочество Али Джах, Умдат уль-Умара, Хисам ус-Султанат, Мухтар уль-Мульк, Махараджадхирадж Махараджа Шримант Джаяджирао Шиндия Бахадур, Шринат, Мансур-и-Заман, махараджа Шиндия из Гвалиора.
- 1845—1861: Его Высочество Али Джах, Умдат уль-Умара, Хисам ус-Султанат, Мухтар уль-Мульк, Азим уль-Иктидар, Рафи-ус-Шан, Вала Шикох, Мухташам-и-Дауран, Махараджадхирадж Махараджа Шримант Джаяджирао Шинде Бахадур, Шринат, Мансур-и-Заман, Фидви-и-Хазрат-и-Малика-и-Муаззама-и-Рафи-уд-Дарья-и-Инглистан Махараджа Шинде из Гвалиора
- 1861—1866: Его Высочество Али Джах, Умдат уль-Умара, Хисам ус-Султанат, Мухтар уль-Мульк, Азим уль-Иктидар, Рафи-ус-Шан, Вала Шикох, Мухташам-и-Дауран, Махараджадхирадж Махараджа Шримант сэр Джаяджирао Шинде Бахадур, Шринат, Мансур-и-Заман, Фидви-я-Хазрат-и-Малика-и-Муаззама-и-Рафи-уд-Дарья-и-Инглистан Махараджа Шинде из Гвалиора, КСИ
- 1866—1877: Его Высочество Али Джах, Умдат уль-Умара, Хисам ус-Султанат, Мухтар уль-Мульк, Азим уль-Иктидар, Рафи-ус-Шан, Вала Шикох, Мухташам-и-Дауран, Махараджадхирадж Махараджа Шримант сэр Джаяджирао Шинде Бахадур, Шринат, Мансур-и-Заман, Фидви-я-Хазрат-и-Малика-и-Муаззама-и-Рафи-уд-Дарья-и-Инглистан Махараджа Шинде из Гвалиора, GCSI
- 1877—1878: Генерал Его Высочество Али Джах, Умдат уль-Умара, Хисам ус-Султанат, Мухтар уль-Мульк, Азим уль-Иктидар, Рафи-ус-Шан, Вала Шикох, Мухташам-и-Дауран, Махараджадхирадж Махараджа Шримант сэр Джаяджирао Шинде Бахадур, Шринат, Мансур-и-Заман, Фидви-я-Хазрат-и-Малика-и-Муаззама-и-Рафи-уд-Дарья-и-Инглистан Махараджа Шинде из Гвалиора, GCB, GCSI
- 1878—1886: Генерал Его Высочество Али Джах, Умдат уль-Умара, Хисам ус-Султанат, Мухтар уль-Мульк, Азим уль-Иктидар, Рафи-ус-Шан, Вала Шикох, Мухташам-и-Дауран, Махараджадхирадж Махараджа Шримант сэр Джаяджирао Шинде Бахадур, Шринат, Мансур-и-Заман, Фидви-я-Хазрат-и-Малика-и-Муаззама-и-Рафи-уд-Дарья-и-Инглистан Махараджа Шинде из Гвалиора, GCB, GCSI, CIE